# Unonopsis theobromifolia
Unonopsis theobromifolia là loài thực vật có hoa thuộc họ Na. Loài này được N. Zamora & Poveda miêu tả khoa học đầu tiên năm 1988.